# Ben Mehdi
Ben Mehdi là một đô thị thuộc tỉnh El Tarf, Algérie. Dân số thời điểm năm 2002 là 28.399 người.